# Stade français Paris-USA Perpignan en rugby à XV
Cet article retrace l'historique détaillé des confrontations entre les deux clubs français de rugby à XV du Stade français et de l'USA Perpignan.

## Confrontations
| No | Date              | Lieu                         | Match                          | Score   | Compétition                                |
| --- | ----------------- | ---------------------------- | ------------------------------ | ------- | ------------------------------------------ |
| Cette section est vide, insuffisamment détaillée ou incomplète. Votre aide est la bienvenue ! Comment faire ? |                   |                              |                                |         |                                            |
| 1 | 5 janvier 1997    | Stade Aimé-Giral, Perpignan  | USA Perpignan – Stade français | 24 – 29 | Challenge Yves du Manoir (8e de finale)    |
| 2 | 7 décembre 1997   | Stade Aimé-Giral, Perpignan  | USA Perpignan – Stade français | 21 – 15 | Championnat                                |
| 3 | 14 mars 1998      | Stade Jean-Bouin, Paris      | Stade français – USA Perpignan | 32 – 32 | Championnat                                |
| 4 | 16 mai 1998       | Stade de France, Saint-Denis | Stade français – USA Perpignan | 34 – 7  | Championnat (finale)                       |
| 5 | 26 février 1999   | Stade Aimé-Giral, Perpignan  | USA Perpignan – Stade français | 25 – 34 | Challenge Yves du Manoir (quart de finale) |
| 6 | 26 septembre 1999 | Stade Aimé-Giral, Perpignan  | USA Perpignan – Stade français | 29 – 20 | Championnat                                |
| 7 | 22 avril 2000     | Stade Jean-Bouin, Paris      | Stade français – USA Perpignan | 29 – 21 | Championnat                                |
| 8 | 2 juillet 2000    | Stade du Sélery, Colomiers   | Stade français – USA Perpignan | 25 – 15 | Championnat (quart de finale)              |
| 9 | 17 décembre 2000  | Stade Aimé-Giral, Perpignan  | USA Perpignan – Stade français | 32 – 33 | Championnat                                |
| 10 | 1er mai 2001      | Stade Jean-Bouin, Paris      | Stade français – USA Perpignan | 55 – 9  | Championnat                                |
| 11 | 18 avril 2003     | Stade Aimé-Giral, Perpignan  | USA Perpignan – Stade français | 12 – 23 | Championnat (Plays off)                    |
| 12 | 3 mai 2003        | Stade Jean-Bouin, Paris      | Stade français – USA Perpignan | 24 – 19 | Championnat (play-off)                     |
| 13 | 7 septembre 2003  | Stade Jean-Bouin, Paris      | Stade français – USA Perpignan | 25 – 41 | Challenge Sud Radio                        |
| 14 | 5 octobre 2003    | Stade Aimé-Giral, Perpignan  | USA Perpignan – Stade français | 25 – 7  | Challenge Sud Radio                        |
| 15 | 26 juin 2004      | Stade de France, Saint-Denis | Stade français – USA Perpignan | 38 – 20 | Championnat (finale)                       |
| 16 | 24 septembre 2004 | Stade Aimé-Giral, Perpignan  | USA Perpignan – Stade français | 20 – 15 | Championnat                                |
| 17 | 4 mars 2005       | Stade Jean-Bouin, Paris      | Stade français – USA Perpignan | 19 – 8  | Championnat                                |
| 18 | 4 septembre 2005  | Stade Aimé-Giral, Perpignan  | USA Perpignan – Stade français | 16 – 12 | Top 16                                     |
| 19 | 11 mars 2006      | Stade Jean-Bouin, Paris      | Stade français – USA Perpignan | 23 – 16 | Top 16                                     |
| 20 | 4 novembre 2006   | Stade Aimé-Giral, Perpignan  | USA Perpignan – Stade français | 11 – 10 | Top 14                                     |
| 21 | 13 mai 2007       | Stade de France, Saint-Denis | Stade français – USA Perpignan | 12 – 11 | Top 14                                     |
| 22 | 8 mars 2008       | Stade Jean-Bouin, Paris      | Stade français – USA Perpignan | 12 – 23 | Top 14                                     |
| 23 | 14 juin 2008      | Stade Aimé-Giral, Perpignan  | USA Perpignan – Stade français | 23 – 19 | Top 14                                     |
| 24 | 6 septembre 2008  | Stade Aimé-Giral, Perpignan  | USA Perpignan – Stade français | 11 – 26 | Top 14                                     |
| 25 | 31 janvier 2009   | Stade de France, Saint-Denis | Stade français – USA Perpignan | 13 – 13 | Top 14                                     |
| 26 | 30 mai 2009       | Stade de Gerland, Lyon       | USA Perpignan – Stade français | 25 – 21 | Top 14 (demi-finale)                       |
| 27 | 24 octobre 2009   | Stade de France, Saint-Denis | Stade français – USA Perpignan | 14 – 20 | Top 14                                     |
| 28 | 27 mars 2010      | Stade Aimé-Giral, Perpignan  | USA Perpignan – Stade français | 44 – 23 | Top 14                                     |
| 29 | 18 septembre 2010 | Stade Aimé-Giral, Perpignan  | USA Perpignan – Stade français | 22 – 21 | Top 14                                     |
| 30 | 4 mars 2011       | Stade Charléty, Paris        | Stade Français – USA Perpignan | 9 – 21  | Top 14                                     |
| 31 | 26 novembre 2011  | Stade Aimé-Giral, Perpignan  | USA Perpignan – Stade français | 16 – 35 | Top 14                                     |
| 32 | 22 avril 2012     | Stade Charléty, Paris        | Stade français – USA Perpignan | 35 – 31 | Top 14                                     |
| 32 | 22 septembre 2012 | Stade Charléty, Paris        | Stade français – USA Perpignan | 34 – 24 | Top 14                                     |
| 34 | 23 février 2013   | Stade Aimé-Giral, Perpignan  | USA Perpignan – Stade français | 32 – 16 | Top 14                                     |
| 35 | 26 avril 2013     | Stade Aimé-Giral, Perpignan  | USA Perpignan – Stade français | 22 – 25 | Challenge européen (demi-finale)           |
| 36 | 24 août 2013      | Stade Aimé-Giral, Perpignan  | USA Perpignan – Stade français | 27 – 28 | Top 14                                     |
| 37 | 29 décembre 2013  | Stade Jean-Bouin, Paris      | Stade français – USA Perpignan | 19 – 12 | Top 14                                     |
| 38 | 25 août 2018      | Stade Aimé-Giral, Perpignan  | USA Perpignan – Stade français | 15 – 46 | Top 14                                     |
| 39 | 5 janvier 2019    | Stade Jean-Bouin, Paris      | Stade français – USA Perpignan | 27 – 8  | Top 14                                     |
| 40 | 16 octobre 2021   | Stade Aimé-Giral, Perpignan  | USA Perpignan – Stade français | 22 – 23 | Top 14                                     |
| 41 | 1 janvier 2022    | Stade Jean-Bouin, Paris      | Stade français – USA Perpignan | 27 – 17 | Top 14                                     |
| 42 | 8 octobre 2022    | Stade Jean-Bouin, Paris      | Stade français – USA Perpignan | 52 – 3  | Top 14                                     |
| 43 | 28 janvier 2023   | Stade Aimé-Giral, Perpignan  | USA Perpignan – Stade français | 31 – 24 | Top 14                                     |
| 44 | 19 août 2023      | Stade Aimé-Giral, Perpignan  | USA Perpignan – Stade français | 7 – 29  | Top 14                                     |
| 45 | 17 février 2024   | Stade Jean-Bouin, Paris      | Stade français – USA Perpignan | 32 – 19 | Top 14                                     |
| 46 | 21 décembre 2024  | Stade Jean-Bouin, Paris      | Stade français – USA Perpignan | 24 – 7  | Top 14                                     |
| 47 | 10 mai 2025       | Stade Aimé-Giral, Perpignan  | USA Perpignan – Stade français | 20 – 18 | Top 14                                     |

## Statistiques
Depuis août 1995 au 12 mai 2025
- Matchs invaincus :
  - Paris : 8 (9 ans et 11 mois)
  - Perpignan : 6 (26 mois)
- Total :
  - Nombre de rencontres : 47
  - Premier match gagné par les Parisiens : 5 janvier 1997 (no 1)
  - Premier match gagné par les Perpignanais : 7 décembre 1997 (no 2)
  - Dernier match gagné par les Parisiens : 21 décembre 2024 (no 46)
  - Dernier match gagné par les Perpignanais : 10 mai 2925 (no 47)
  - Plus grand nombre de points marqués par les Parisiens : 55 points le 1er mai 2001 (gagné)
  - Plus grand nombre de points marqués par les Perpignanais : 44 points le 27 mars 2010 (gagné)
  - Plus grande différence de points dans un match gagné par les Parisiens : +49 le 8 octobre 2022
  - Plus grande différence de points dans un match gagné par les Perpignanais : +26 le 7 septembre 2003
- Bilan :
  - Nombre de rencontres : 47
  - Victoires parisiennes : 28
  - Victoires perpignanaises : 17
  - Matchs nuls : 2